# 宝塚観光花火大会
宝塚観光花火大会（たからづかかんこうはなびたいかい）は、兵庫県宝塚市で毎年8月の第1週の金曜日と土曜日の2日間行われる花火大会であり、1913年から行われている伝統のある花火大会でもある。
音楽にあわせて花火を打ち上げるなど様々な演出が行われ、2日間で4000発が打ち上げられる。以前は8月1日・2日に行われていたが、2000年頃から現在の日程へと変更された。
2005年度は、災害の影響により中止されたが、翌年以降は従来通り実施された。
初回開催より100年となる2013年度は「宝塚観光花火大会 〜100年の夏“輝き”〜」と題し、従来の2日開催を8月7日の1日開催へと変更して行われる。打ち上げ数も4000発（2日間）より3000発となる。2015年の花火大会開催後移転しての開催を検討されていたが、渋滞や雑踏対策などの課題で時間を要するとし、2016年度の開催は中止された。100年以上の歴史のなかで初めての中止となった。2017年以降も中止が継続され、事実上の当面休止となっている。

## 概要
- 開催時間 - 19:45〜20:30
- 最寄駅 - 阪急電鉄・逆瀬川駅（移転後）
- 開催形態 - 音楽とのシンクロ演出